# NGC 873
NGC 873 je galaksija u zviježđu Kit.

## Vanjske poveznice
- SEDS: NGC 873